# Wiercińscy herbu Rawicz i Ślepowron

Herb Ślepowron

Herb Rawicz

Wiercińscy h. Rawicz vel Wiercieński, Wertyński – podlaska rodzina szlachecka, przydomku Snopek. W latach 1451–1477 byli notowani jako właściciele wsi Karszew w ziemi sieradzkiej. Około 1470 r. osiedlili się na Podlasiu. Z początkiem XVIII wieku jedna linia zamieszkała na Litwie. W połowie tego samego wieku, kilku z nich przeniosło się na ziemię radomską w okolice Opatowa i dalej na Spisz, Wołyń i Podole. Zostali wylegitymowani ze szlachectwa w Galicji, na Litwie i na Wołyniu. Należeli do elektorów Michała Korybuta z ziemi czerwieńskiej i Stanisława Augusta w 1764 z Podola. Pierwsza wzmianka nazwiska ok. 1480.
Wierciński h. Ślepowron vel Wiercieński, Wertyński, młodsza gałąź Snopek Wiercińskich h. Rawicz. Nosili przydomek Buzak, 1525, 1551. Należeli w 1674 r. do elektorów króla Jana III z woj. podlaskiego i w 1764 r. Stanisława Augusta z ziemi bielskiej. Jedna gałąź w XVIII wieku osiedliła się w woj. lubelskim. Notowani byli na Litwie i Wołyniu. Zostali wylegitymowani ze szlachectwa w Królestwie Polskim w 1850 roku i na Podlasiu w latach 1817 i 1835.
Podlaskim gniazdem Wiercińskich herbu Rawicz i Ślepowron jest powstały ok. 1470 r. Wiercień Duży (Wiercin, Wiercień Wielki, łac. Wiercien Magna), dziś w powiecie siemiatyckim, gmina Siemiatycze, woj. podlaskie. Po 1520 r. także Wiercień Mały zwany Zabłociem, sąsiadujący z Wielkim w parafii Dziadkowice, i Wiercień, dziś wieś w powiecie bielskim, gmina Boćki, woj. podlaskie w parafii Boćki.
W latach 1470–1569, Wiercień Duży i Mały należały do ziemi drohickiej, natomiast Wiercień k. Bociek do ziemi bielskiej w woj. trockim, a następnie woj. podlaskim Wielkiego Księstwa Litewskiego. W wyniku inkorporacji Podlasia do Korony w roku 1569 znalazły się jej granicach. Po III rozbiorze Polski od 1795 r. do 1807 r. były pod administracją pruską, tzw. Prusy Nowowschodnie. Od 1807 r. w obwodzie białostockim pod władzą Rosji, a po 1842 r. w guberni grodzieńskiej. Po odzyskaniu niepodległości w latach 1919–1939 w II Rzeczypospolitej. W 1939 r. wcielone zostały do Białoruskiej SRR w tzw. obwodzie białostockim. Od 1945 ponownie w Polsce.
Pomimo różnych znaków herbowych Wiercińscy wskazywali, jako protoplastę rodu Jana i wspominali Pawła. Tak też się stało w wywodzie Snopków Wiercińskich herbu Rawicz z 31 marca 1819 roku.
w województwie podlaskim, z chlubnym domu swego kwitnąc zaszczytem, od kilku wieków w ziemi drohickiej na Wielkim i Małym Wiercinie, dziedzictwy zasiedlona, wielu znakomitych w ojczyźnie, odważnych w boju rycerzy i użytecznych krajowi mężów wydała. O których pisząc autor Historyi polskiej Niesiecki w tomie IV dzieła swojego na karcie 515 między innemi wymienia: Jana, jeszcze w roku 1598, a Pawła, że Jana III podpisał elekcyą królewską, Akta zaś Ziemi Drohickiej, z których nadpradziad wywodzących się własną ręką wypisał notacyą najdujących się licznych tam tranzaktów, poczynając prosto od roku 1600, świadczą o ciągłym Małego i Wielkiego Wiercina dziedziczeniu tej familii.
Inne herby Wiercińskich: Powała, Podlasie, 22.02.1524; Stężyca 1573; Abdank, Wiercień Wielki 1551; Wieniawa, powiat oszmiański 21.10.1800; Janina; Wieże.

## Przedstawiciele

### Na Podlasiu
- Kazimierz Piotr Wierciński, burgrabia grodzki drohicki, b. vicesgerent grodzki żytomierski, syndyk konstytucyjnego magistratu Lublina[20].
- Bronisław Wierciński, ps. „Borzym” ur. 1827, zm. 1883, były kapitan saperów w armii rosyjskiej, dowódca oddziałów powstańczych na Podlasiu i Lubelszczyźnie. Po powstaniu styczniowym zamieszkał w Galicji, pracował jako kasjer Skarbu. Zmarł bezpotomnie w Nawojowej[21].
- Aleksander Kazimierz Wierciński lub Wiercieński, właściciel części dóbr Wałki i Wiercienie, w latach 1817 i 1835 zatwierdził szlachectwo polskie przed heroldią w Grodnie[22].

### Na Mazurach.
- Leonard Wierciński, ur. ok. 1510, zm. 1591, przeszedł na luteranizm, pastor w Mieruniszkach, a następnie w Żabinie. Jego potomkowie przez kilka pokoleń byli mieszkańcami tej ziemi[23].
- Eufrozyna Wiercińska, zm. 1637/8 Królewiec, za Mateuszem Myślęckim. Ich synem był Celestyn Myślenta, ur. 27.03.1588 Kuty, zm. 20.04.1653 w Królewcu, orientalista, rektor Albertyny[24].
- Grzegorz Wierciński lub Gregor Wircinsius, s. Stanisława po Leonardzie, studiował na uniwersytecie w Wittenberdze, autor rozpraw z dziedziny filozofii i teologii, pastor w Stołupianach[25].
- Paweł Wierciński, w 1599 roku zakupił cztery łany ziemi w Pluszkiejmach[26].

### Na Litwie i Białorusi, herbu Rawicz i Wieniawa.
- Florian Wierciński p. Snopek, ur. 1660, cześnik drohicki, dziedzic Narmojni, Troupi[27], Degianiec i Fiedoryszek, deputat wojskowy w latach 1702–1706, towarzysz chorągwi pancernej hetmana Wielkiego Księstwa Litewskiego, księcia Michała Serwacego Wiśniowieckiego. Jego drugą żoną była Helena Szołkowska, W roku 1700 brał udział w bitwie pod Olkienikami[28].
- Walerian Wierciński, towarzysz chorągwi petychorskiej Szyrwińskiego, chorążego wiłkomirskiego[29].
- Felicjan Franciszek Wierciński p. Snopek, h. Wieniawa, krajczy brasławski[30].
- Maciej Wierciński lub Wiercieński, s. Jerzego, dziedzic Surokont i Wierciałek, od roku 1773 komornik lidzki, żonaty z Elżbietą z Aleksandrowiczów[31].
- Antoni Wertyński lub Wierciński, pisarz grodzki witebski[32].
- Hipolit Wierciński, ks. dziekan w Poniewieżu, uczestnik powstania listopadowego[33].
- Antoni Wierciński, s. Jana i Rozalii Rawicz, ur. 1803 r. w majątku Bożyn koło Borysowa, gubernia mińska. zm. 28.10.1873 w Nîmes we Francji. Absolwent Wydziału Budownictwa i Miernictwa na UW, konstruktor dróg i mostów. W powstaniu listopadowym ppor. artylerii. Majątek został skonfiskowany. Do Francji przybył 22.01.1832. Skierowany do Avinionu[34].
- Ignacy Wierciński, ks. dziekan, powstaniec listopadowy[35].
- Juliusz Bohdan Wierciński, ur. 21.02.1886 Wilno, zm. 8.05.1946 r., Al-Qantara, Egipt, kpt. mar. W styczniu 1941 roku został mianowany przez gen. Władysława Sikorskiego konsulem RP w Dar es Salaam[36].
- Józef Wierciński, ur. 24.04.1915 r. w Rymcelach, pow. Mołodeczno, s. Juliana i Stanisławy z Pietruszewiczów, kapral rezerwy z Żandarmerii Wojskowej, zamieszkały w folwarku Daubciszki, zamordowany w Kalininie, spoczywa na Polskim Cmentarzu Wojennym w Miednoje, awansowany do stopnia podporucznika w roku 2007[37].

### W Jurgowie koło Wołkowyska
- Leonard (Leon) Wierciński, pisarz wołkowyski, dziedzic Jurgowa, powstaniec styczniowy, Za udział w powstaniu zesłany na Syberię, a część majątku Jurgowo zostało zlicytowane[38].
- Mieczysław Wierciński, ur. ok. 1870, zm. 1941, student w Tomsku, współwłaściciel majątków Żupliki i Jurgowo w gminie Izabelin, pow. Wołkowysk, inżynier, budował kolej transsyberyjską, żonaty z Ernestyną Zieleniewską c. Kazimierza, kuzynką Władysława Syrokomli, członek Kresowego Związku Ziemian[39].
- Edmund Wierciński, s. Mieczysława i Ernestyny Zieleniewskiej, siostry Kazimierza Zieleniewskiego, ur. 19.02.1899 Jurgowo, woj. białostockie, zm. 13.09.1955 Warszawa, aktor, reżyser teatralny, żonaty z Marią Serkowską c. Stanisława. Jego imię nosi Wrocławski Teatr Współczesny[40].

### W ziemi sandomierskiej, na Wołyniu i w Galicji herbu Rawicz

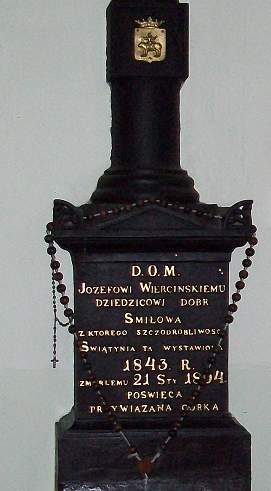
Pomnik posła na Sejm Wielki Józefa Wiercińskiego, kościół w Przybysławicach

- Józef Wierciński lub Wiercieński, ur. ok. 1760, zm. 21.01.1804 w Śmiłowie, pochowany w Przybysławicach, zarządca m. Lipsko, dziedzic na Kaliszanach, Śmiłowie, Igoniach, komisarz skarbowy powiatu sandomierskiego, cześnik halicki, poseł na Sejm Czteroletni z woj. sandomierskiego, wybrany w Opatowie 16.11.1790 r. Był żonaty z Katarzyną Śniadkowska, a następnie z Magdaleną Farurej. Miał dwie córki, Katarzynę za Jackiem Potkańskim herbu Brochwicz, s. Antoniego i Ludwiki Rostworowskiej, następnie za Cyprianem Szymonem Janem Baczyńskim h. Sas, oraz Mariannę, za prezesem Senatu Wolnego Miasta Krakowa, Kasprem Wielogłowskim herbu Starykoń[41].
- Bartłomiej Krzysztof Wierciński ur. ok. 1760, bielski komornik ziemski[42].
- Michał Wierciński lub Wiercieński, ur. 4.10.1739 w Małopolsce, zm. 30.11.1804 Ostrów. 1.09.1757 wstąpił do zakonu Jezuitów w Ostrogu. W latach 1759–1762 studiował filozofię w Jarosławiu. Od 1767 do 1771 studia teologiczne w Łucku, po 1771 był nauczycielem infimy, syntaksy i poetyki w Kamieńcu Podolskim. Po kasacie zakonu 18.08.1773 r., brał udział w pracach KEN w Lublinie. W 1774 r. został mianowany przez Ignacego Potockiego prefektem Szkoły Woj. Lubelskiej[43].
- Feliks Polikarp Wierciński p. Snopek, s. Piotra i Barbary Gardlińskiej, miecznik bielski ur. 26.01.1747, zm. 1810, protoplasta linii wołyńskiej, żonaty z Joanną Rutkowską h. Pobóg. Tekla, jedna z córek Feliksa za wicemarszałkiem szlachty powiatu kamienieckiego, dziedzicem Bereżanki, Janem Kantym Giżyckim ur. 1782, zm. 183.[44]
- Józef Wierciński, s. Feliksa Polikarpa i Joanny Pobóg Rutkowskiej, dziedzic Bogdanówki i Małego Łazuczyna (Łazuczynka) na Wołyniu, ur. 1783, zm. 1850, żona Urszula Giżycka h. Gozdawa, chorążanka horodelska. Za udział w powstaniu listopadowym zesłany w 1838 r. do Wiatki, następnie internowany w Połtawie i Czernichowie. 1.10.1843 wrócił na Wołyń i został oddany pod tajny dozór policji. Figurował w Księdze Adresowej Kom. Opieki z adnotacją o ułaskawieniu. Około 1844 poślubił pisarkę Izabellę Dzierżanowską h. Grzymała, siostrę Marii, której mężem był książę Konstanty Adam Czartoryski i Heleny Weroniki za generałem Józefem Rautenstrauch. Za udział w powstaniu majątek Józefa został skonfiskowany[45].
- Bertold Antoni Wierciński, s. Józefa i Urszuli Giżyckiej, ur. 29.03.1811 Łazuczynek, parafia Bazalia, powiat starokonstantynowski, Wołyń, zm. 22.03.1868 Boulogne-sur-Mer, Francja. Absolwent liceum w Krzemieńcu. W powstaniu listopadowym porucznik rakietników, kawaler Orderu Virtuti Militari, członek Hufca Świętego płk. Ludwika Oborskiego (7 IV 1833 Besançon). Od jesieni 1833 do 1834 działacz emigracyjny w Stanach Zjednoczonych. Od 1834 na emigracji we Francji i Anglii, związany z Hotelem Lambert. W 1848 w stopniu pułkownika walczył na Sycylii pod dowództwem gen. Ludwika Mierosławskiego. W 1854 r. poślubił Suzanne Rodwell. Autor memorandum do Rządu Narodowego z 1863 r. Wdowa po Bertoldzie została pochowana w Konstantynopolu[46] z jej ostatnim mężem, dyktatorem powstania styczniowego Marianem Langiewiczem[47].
- Ludwik Wierciński, ur. 1812 Łazuczynek, zm. ok. 1868 w Winduktach na Żmudzi, s. Józefa i Urszuli Giżyckiej, w powstaniu listopadowym podporucznik, 6 kompania poz. piesza, od 14.09.1831 kawaler Orderu Virtuti Militari, awansowany do stopnia kapitana. Po upadku powstania znalazł się w Galicji z korpusem gen. Józefa Dwernickiego, następnie wyemigrował do Francji. Po powrocie do Galicji zamieszkał w Dąbrówce. W latach 1835–1840 w szeregach Węglarstwa Polskiego i Stowarzyszenia Ludu Polskiego, inspektor kopalni w Jaworznie, następnie ponownie na emigracji. W czasie Wiosny Ludów brał udział w powstaniu Giuseppe Garibaldiego w stopniu pułkownika, dowódca artylerii w Syrakuzach na Sycylii u Giuseppe La Fariny pod komendą gen. Ludwika Mierosławskiego (1848). Jeszcze 30.11.1865 r. był inwigilowany przez agentów policji carskiej m.in. Juliana Bałaszewicza, żonaty z Anną Rymkiewicz[48].
- Erazm Wierciński, ur. 1790, gub. Żytomierska, zm. 28.06.1845 w Tours, wstąpił do służby w 1809, żołnierz Księstwa Warszawskiego i Królestwa Polskiego, powstaniec listopadowy, por. p 8 piech. lin. 1815–1826, mjr. 12 ppl. Sygnatariusz Aktu z roku 1834 przeciw Adamowi Czartoryskiemu, emigrant we Francji[49].
- Aleksander Wertyński lub Wierciński, s. Mikołaja i Eugeni z Gogol-Janowskich, ros. Вертинский Александр Николаевич.[50][51][52][53].
- Remigian Wierciński, zatwierdził szlachectwo polskie przed sanockim Sądem Ziemskim w 1782 r.[54].

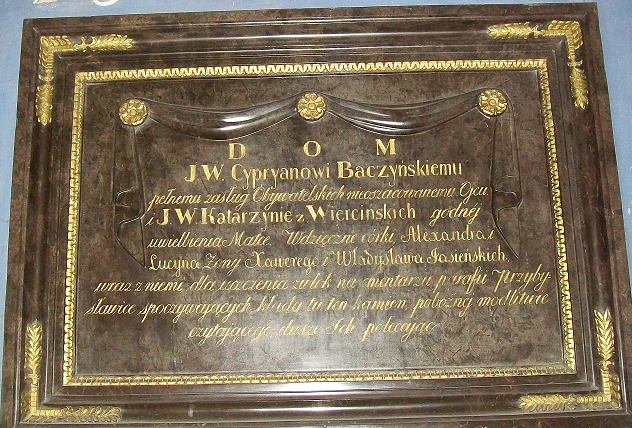
Epitafium Baczyńskich, kościół w Bidzinach

- Józef Wierciński, ur. ok. 1800, s. Remigiusza z Czorsztyna, obwód Sącz. W 1810–1812 uczeń Kolegium Pijarów w Podolińcu na Spiszu[55].
- August Wierciński, zm. 12.01.1865 r. Konstantynopol, powstaniec styczniowy, emigrant rodem z ziemi Spiskiej[56].
- Feliks Wierciński h. Ślepowron, ur. 1835, zm. 1880 we Lwowie, powstaniec styczniowy[57].
- Brunon Wierciński, ur. 1906, zm. 2007, szef mechaników Dywizjonu 301 im. Obrońców Warszawy.
- Michał Wierciński, s. Józefa i Marii z d. Jaroszewicz, ur. 4.12.1903 r. we wsi Rakowszczyzna, do policji wstąpił w Lublinie, pracował w Poznaniu i następnie jako komendant posterunku w Witkowie, pow. Gniezno, przodownik Policji Państwowej, odznaczony Brązowym Krzyżem Zasługi z dniem 9.07.1938 i Medalem Pamiątkowym za Wojnę 1918–1821. Zamordowany w budynku obwodowego NKWD w Kalininie. Pochowany na Polskim Cmentarzu Wojennym w Miednoje. Dnia 5.10.2007 r. awansowany do stopnia aspiranta PP[58].

### W Galicji herbu Wieże
- Feliks lub Fortunat Wierciński, s. Fortunata, powstaniec styczniowy, żonaty z Julią Bielecką h. Pobóg, sekretarz Wołyńskiej Deputacji w Żytomierzu, zm. we Lwowie[59].
- Julian Leon Wierciński, ur. 22.08.1901 Łańcut, zm. 27.07.1985 Kraków, s. Kazimierza, zastępca dyrektora w ordynacji hr. Potockich, używał imienia Juliusz. W 1920 w 14 szwadronie 214 pułku ułanów, otrzymał Krzyż Walecznych. W 1939 porucznik rezerwy w 24 dywizji piechoty, żonaty z Marią Pohorecką[60].
- Adam Zbigniew Wierciński, s. Kazimierza, dyplomata w konsulacie RP w Berlinie, ur. 1910 Kurowice k. Lwowa, ppor, w kampanii wrześniowej 1939 oficer Kancelarii Ogólnej Dowództwa Grupy Obrony Lwowa, zamordowany przez NKWD we Lwowie w 1939 r.[61]
- Jan Kazimierz Wierciński, s. Kazimierza, dr. hab, pracował na wydziale chemii uniwersytetu lwowskiego, współautor referatów z dziedziny chemii z prof. Stanisławem Tołłoczko, następnie w Laboratorium Badawczym Zjednoczonych Zakładów Azotowych w Mościcach i Chorzowie[62].
- Andrzej Wierciński, ur. 22.04.1930 Chorzów, zm. 8.12.2003 Warszawa, antropolog, religioznawca.

### Na Lubelszczyźnie herbu Ślepowron
- Wojciech Wierciński lub Wiercieński, s. Marcina i Agnieszki Wyszomirskiej, ur. ok. 1749, Wiercień Duży, zm. 1829, Wierzchowiska, uczestnik insurekcji kościuszkowskie j, od 15.08.1776 podstarosta drohicki, wojski większy drohicki, sędzia Trybunału Koronnego w Lublinie, dziedzic Modliborzyc, Wierzchowisk, Lutych, Pasieki i Stojeszyna. Poślubił w roku 1781 Teofilę z Nahoreckich, c. starosty kotelnickiego Samuela, wdowę po cześniku urzędowskim Kacprze Borawskim, zm. 1779, następnie 28.04.1799 r. Gertrudę Wierzbicką c. Jacka. Jedną z jego wnuczek była Walentyna Łempicka[63].
- Seweryn Wierciński lub Wiercieński s. Wojciecha i Gertrudy Wierzbickiej, ur. 8.01.1816 r. w Wierzchowiskach, które po ojcu odziedziczył, następnie dzierżawca Zaleszyc na Podlasiu. Z żony Olimpii Ostrowskiej miał synów Ksawerego i Stefana. Obaj zmarli młodo i bezpotomnie. Pochowani w grobowcu rodzinnym Ostrowskich na warszawskich Powązkach. Poległ dnia 5.05.1863 r. w bitwie pod Dołhą w powiecie radzyńskim, służąc w oddziale Aleksandra Czarneckiego „Bończy”[64][65].
- Wojciech [Albert] Wiercieński, s. Pawła, dziedzica części Babina i Tekli Koźmian, ur. 1807, zm. 1891, pierwsza żona Aniela Anatolia Dziedzicka c. Macieja, uczestnik powstania listopadowego, w 1832 roku po teściu przejął prowadzenie drukarni w Radomiu, wyższy urzędnik w Komisji Rządowej Spraw Wewnętrznych i Policji. Druga żona, Agata Głogowska (zm. 1841 w Starej Wsi), dziedzic Snopkowa[66].
- Gustaw Wiercieński ur. 1835 Stara Wieś k. Bychawy, zm. 18.10.1912, s. Wojciecha [Alberta] i Anieli Dziedzickiej, uczeń Instytutu Szlacheckiego przy ul. Wiejskiej w Warszawie, ziemianin, uczestnik powstania styczniowego, działacz społeczny, fundator książek dla publicznej biblioteki w Lublinie im. H. Łopacińskiego. W 1858 roku poślubił Teresą Rulikowską. Prowadził majątek Radostów w powiecie hrubieszowskim[67].
- Stanisław Wojciech Józef Wierciński lub Wiercieński, ur. 1809, zm. 8.10.1870 r., syn Pawła i Tekli Kożmian, kuzynki Kajetana Koźmiana, uczestnik powstania listopadowego, dziedzic Niezabitowa. Poślubił Eleonorę Wybranowską, a następnie Julię ze Strusów Czernicką[68].
- Antoni Wiercieński lub Wierciński ur. 1811, zm. 1831, s. Pawła i Tekli Koźmian, powstaniec listopadowy, zmarł w oblężonym Modlinie.
- Henryk Wiercieński s. Stanisława i Julii Strus ur. 15.07.1843 Kłodnica k. Bełżyc, zm. 16.10.1923 Lublin, ppor rezerwy, uczestnik powstania styczniowego, zesłaniec, publicysta, statystyk, sędzia gminny, działacz społeczny, ziemianin. Żona Feliksa Marianna Zofia Braun, ślub 22.08.1872 r. Jego imię nosi jedna z ulic w Lublinie[69].
- Krystyn Henryk Wiercieński, ur. 24.07.1876, zm. 18.05.1964, s. Henryka i Feliksy Braun, portrecista, zdobywca wielu nagród na wystawach malarskich[70].
- Ignacy Wierciński lub Wiercieński, ur. ok. 1770, zm. 1817, dziedzic Szczuczek, komornik graniczny drohicki, bratanek podstarosty Wojciecha, żona Marianna Barbara Wierzbicka c. Jacka[71].
- Ignacy Wierciński lub Wiercieński, ur. ok. 1835 zaginął bez wieści w 1863 r. s. Ambrożego Teofila i Róży Wolanowskiej, dymisjonowany oficer artylerii rosyjskiej, w powstaniu styczniowym organizował artylerię w oddziale Mariana Langiewicza, brał udział w bitwie pod Małogoszczem[72].
- Ksawery Wiercieński lub Wierciński, ur. 1848, zm. 1863, s. Ambrożego Teofila i Róży Wolanowskiej, powstaniec styczniowy w oddziale Kajetana Cieszkowskiego, uczestnik bitwy pod Panasówką, gdzie został ciężko ranny, zmarł w szpitalu w Zwierzyńcu w wieku 15 lat[73].
- Seweryn Teofil Wierciński lub Wiercieński, ur. 1841, zm. 23.01.1887 r. Paryż, s. Ambrożego Teofila i Róży Wolanowskiej, junkier wojsk rosyjskich. Za udział w organizacji niepodległościowej osadzony w twierdzy Zamość z której zbiegł i przyłączył się do oddziału płk. Dionizego Czachowskiego, następnie służył pod gen. Antonim Jeziorańskim. Wielokrotnie ranny, po upadku powstania na emigracji, właściciel firmy Mr. Severin[74].
- Anna Wiercieńska-Markowa, c. Wacława, ur. 1932, zm. 2008, pisarka, poetka, autorka tekstów piosenek.